# Simon Wright
Simon Wright, född den 19 juni 1963 i Manchester, är en brittisk musiker, före detta trumslagare i heavy metal-bandet Dio. Han har tidigare, mellan 1983 och 1989, även spelat med AC/DC. När han spelade med AC/DC så använde han sig av trummor av märket Sonor precis som Phil Rudd gjorde/gör.